# Universidade Nacional de Educação de Busan
A Universidade Nacional de Educação de Busan (BNUE) é uma universidade nacional situada em Busan, Coreia do Sul. Fundada em setembro de 1946 com o nome de Escola Normal de Busan, a instituição é especializada na formação de professores do ensino fundamental, contando com programas de graduação e pós-graduação.

## Departamentos de graduação
- Departamento de Educação Ética
- Departamento de Educação Coreana
- Departamento de Educação Social
- Departamento de Educação em Matemática
- Departamento de Educação em Ciências
- Departamento de Educação Física
- Departamento de Educação em Música
- Departamento de Educação Artística
- Departamento de Educação em Artes Práticas
- Departamento de Educação
- Departamento de Educação Infantil
- Departamento de Educação de Inglês
- Departamento de Educação em Computação